# Tristramella intermedia
Tristramella intermedia es una especie de peces de la familia Cichlidae en el orden de los Perciformes.

## Morfología
Los machos pueden llegar alcanzar los 22,9 cm de longitud total.

## Hábitat
Es una especie de clima subtropical.

## Distribución geográfica
Se encontraba en Israel: lagos Huleh y Kinneret.